# جيم كيلتنر
جيمس لي «جيم» كيلتنر (بالإنجليزية: James Lee "Jim" Keltner)‏ - (ولد 27 أبريل 1942) هو عازف طبل الأمريكي وهو معروف أساسا من أعماله التسجيلية. وقد ساهم في العمل مع عدة فنانين معروفين. كيلتنر هو في الأصل من تولسا في أوكلاهوما.

## روابط خارجية
- جيم كيلتنر على موقع IMDb (الإنجليزية)
- جيم كيلتنر على موقع ميوزك برينز (الإنجليزية)
- جيم كيلتنر على موقع أول موفي (الإنجليزية)
- جيم كيلتنر على موقع قاعدة بيانات الأفلام السويدية (السويدية)
- جيم كيلتنر على موقع أول ميوزيك (الإنجليزية)
- جيم كيلتنر على موقع ديسكوغز (الإنجليزية)
- جيم كيلتنر على موقع قاعدة بيانات الفيلم (الإنجليزية)
- جيم كيلتنر على موقع كينوبويسك (الروسية)